# Ewald Astrath
Ewald Astrath (* 1932; † 25. Dezember 2009) war ein deutscher Handballspieler, -trainer und -funktionär.

## Leben
In den Jahren 1958 und 1961 zählte der Torhüter zu den erweiterten Aufgeboten der gesamtdeutschen Handballnationalmannschaft. Er spielte auch für die Auswahl der Deutschen Demokratischen Republik.
Annähernd 20 Jahre übte er beim SC Dynamo Berlin das Traineramt aus. Von 1993 bis 1995 trainierte er den VfL Potsdam, den er im Spieljahr 1994/95 zum Aufstieg in die Oberliga führte.
Von 1957 bis 1991 war Astrath stellvertretender Vorsitzender des Deutschen Handballverbandes der Deutschen Demokratischen Republik. Nach dem Ende der DDR gehörte er ab November 1991 als Vizepräsident Leistungssport zum Vorstand des Deutschen Handballbundes (DHB). Bei den Olympischen Sommerspielen 1992 in Barcelona und bei der Weltmeisterschaft 1993 in Schweden fungierte er als Leiter der deutschen Mannschaft. 1993 schied er aus dem DHB-Vorstand aus.